# Stimme Palästinas
Die Stimme Palästinas (arabisch صوت فلسطين, DMG Ṣaut Filasṭīn) ist ein palästinensischer Hörfunksender. Die Stimme Palästinas wird von der Palestinian Broadcasting Corporation (PBC) betrieben und hat ihren Sitz in Ramallah. Das Vollprogramm ging am 17. Oktober 1998 auf Sendung. 
Nachdem zu Beginn der zweiten Intifada im Oktober 2000 zwei israelische Soldaten in Ramallah von einer palästinensischen Menschenmenge gelyncht worden waren, übertrug die PBC am 13. Oktober 2000 die Freitagspredigt von Scheich Ahmad Abu Halabiya, Vorsitzender des Fatwa-Rates der Autonomiebehörde, in der Halabiya die Lynchmorde verteidigte und dazu aufforderte, alle Juden zu töten, wo immer man sie antreffe. Israel gab der PBC daher eine Mitschuld an der folgenden Eskalationswelle. Ein Hubschrauber der israelischen Luftwaffe beschoss darauf Sendeanlagen der Stimme Palästinas.
Auch im Januar 2002 rechtfertigte Israel einen Angriff von Bodentruppen der Israelischen Streitkräfte auf den Sender damit, dass dieser zur Gewalt aufrufe. Sie evakuierten zuerst das fünfstöckigen Sendergebäude und setzten es danach durch mehrere Sprengsätze in Brand. Zuvor waren bei einem palästinensischen Anschlag auf eine Familienfeier in Israel sechs Menschen getötet und 30 verletzt worden.